# 8453 Flaviataldini
8453 Flaviataldini è un asteroide della fascia principale. Scoperto nel 1981, presenta un'orbita caratterizzata da un semiasse maggiore pari a 3,2007337 au e da un'eccentricità di 0,1354278, inclinata di 10,75106° rispetto all'eclittica.